# Oppo Find X
Oppo Find X — флагманський смартфон від китайської компанії OPPO, що входить у серію Find. Його особливістю якого став висувний механізм камер. Був представлений 19 червня 2018 року в Парижі.

## Дизайн
Задня панель та екран виконані зі скла Corning Gorilla Glass 5, а рамка — з алюмінію.
Знизу знаходяться роз'єм USB-C, динамік, мікрофон та слот під 2 SIM-картки, зверху — 2 додаткових мікрофона, зліва — кнопки регулювання гучності, а справа — кнопка блокування.
Oppo Find X продавався в кольорах Bordeaux Red (червноий) та Glacier Blue (блакитний).

## Технічні характеристики

### Платформа
Смартфон отримав флагманський процесор Qualcomm Snapdragon 845 з графічним процесором Adreno 630.

### Батарея
Звичайна версія Oppo Find X отримала батарею об'ємом 3730 мА·год та підтримку швидкої зарядки VOOC на 20 Вт. Натомість спеціальна версія смартфону під назвою Oppo Find X Super Flash Edition отримала батарею об'ємом 3400 мА·год та підтримку швидкої зарядки SuperVOOC на 50 Вт.

### Камера
Oppo Find X отримав висувний механізм камери, який при використанні камери висуває подвійну основну камеру з LED-спалахом та передню камеру. Набір основних камер включає ширококутний об'єктив на 16 Мп з діафрагмою f/2.0, фазовим автофокусом та оптичною стабілізацією зображення і сенсор глибини на 20 Мп з діафрагмою. Передній набір камер складається із надширококутного об'єктива на 25 Мп з діафрагмою f/2.0 та спеціальний SL 3D-сенсор, що використовується для розблокування обличчям. Основна камера вміє записувати відео в роздільній здатності 4K@30fps, а передня — в 1080p@30fps

### Екран
Екран AMOLED, 6,42'', Full HD+ (2340 x 1080) зі співвідношенням сторін 19,5:9 та щільністю пікселів 401 ppi. Смартфон має мінімальні рамки по бокам та зверху і невеликий відступ знизу.

### Пам'ять
Oppo Find X має 8 ГБ оперативної пам'яті та 128 ГБ або 256 ГБ сховища залежно від конфігурації.

### Програмне забезпечення
Смартфон був випущений на ColorOS 5, що базувалася на Android 8.1 Oreo, і був оновлений до ColorOS 7 на базі Android 10.

## Oppo Find X Lamborghini Edition
Oppo Find X Lamborghini Edition — спеціальне видання Oppo Find X, розроблене разом із виробником автомобілів Lamborghini. Його особливістю стали об'єм внутрішньої пам'яті на 512 ГБ та бездротові навушники Oppo O-Free, що йдуть в комплекті.